# Менське графство
Менське графство (фр. Comté du Maine) — середньовічне графство Французького королівства, відоме з початку IX століття. Його основу склало каролінгське графство, що складалось із земель Менського єпископства з містами Мен (сучасний Ле-Ман) і Жюблен. Столицею його було місто Мен.
У 1204 році король Франції Філіп II Август відняв Менське графство у короля Англії Іоанна Безземельного і приєднав його до королівського домену, після чого графство надавалось як апанаж різним представникам королівського дому.
1250 року Мен і Анжу були виділені як апанаж Людовику I Анжуйському (1339—1384), сину короля Іоанна II Доброго. Його нащадки володіли Меном і Анжу до 1481 року, коли бездітний Карл V (1436—1481) заповів Анжу і Мен королю Франції і графство знову повернулось до королівського домену.
У 1670 році король Франції Людовик XIV підвищив статус Менського графства до герцогства й надав його як апанаж своєму узаконеному позашлюбному сину від Франсуази Мортемар Луї-Огюсту де Бурбону (1670—1736).

## Історія

### Менське графство і герцогство у ранньому середньовіччі
Першим згаданим графом Мена був Роргон (Рорікон) I (помер 839/840). У другій половині IX століття графство набуло важливого стратегічного значення у зв'язку з нормандськими й бретонськими вторгненнями. Нащадки Роргона були змушені відбивати їх. У битвах з норманами загинуло кілька графів.
Паралельно з Менським графством у VIII—IX століттях існувало Менське герцогство (ducatus Cenomannicus), що виділялось як апанаж каролінгським принцам. Можливо, це герцогство представляло щось на кшталт марки, можливо об'єднувало кілька графств, в тому числі і Менське графство. Воно розташовувалось у Нижній Нормандії до Сени. У 748 році мажрдом Піпін Короткий віддав герцогство своєму зведеному брату Грифону. У 790 році Карл Великий передав його своєму сину Карлу Юному. Карл II Лисий і Людовик II Заїка також були в молодості герцогами Менськими. Загиблий 885 року граф Менський Рагенольд також відомий як Ragnoldus dux Cinnomanicus.
Після загибелі Рагенольда імператор Карл III Товстий призначив маркізом Нейстрії свого наближеного Генріха, а графство Мен віддав Роже (помер 900). Це призначення оскаржив син попередника Рагенольда, Гозлен II. Після усунення імператора Карла Гозлен підтримав обрання королем Еда Паризького. У 893 році Ед змістив Роже й віддав Мен Гозлену, але той не зміг утримати графство. У 895 році Роже повернув його собі. Гозлен продовжував боротьбу проти Роже, а потім і його сина Гуго I (помер 939/955), але у підсумку примирився з Гуго й віддав за нього свою дочку.

### Буферне графство між Нормандським герцогством і Ажуйським графством
Після утворення Нормандського герцогства в 913 році, графство Мен виявилось затиснутим між ним і Анжуйським графством, що швидко набирало силу і правителі якого постарались підкорити собі Мен. Граф Гуго III Менський був змушений визнати себе васалом графів Анжу. Його син, Герберт II, що не мав дітей, визнав своїм спадкоємцем герцога Нормандії Вільгельма I, який у 1063 році, незважаючи на протидію місцевої знаті, захопив графство. Графом він призначив свого сина Роберта I Куртгеза.

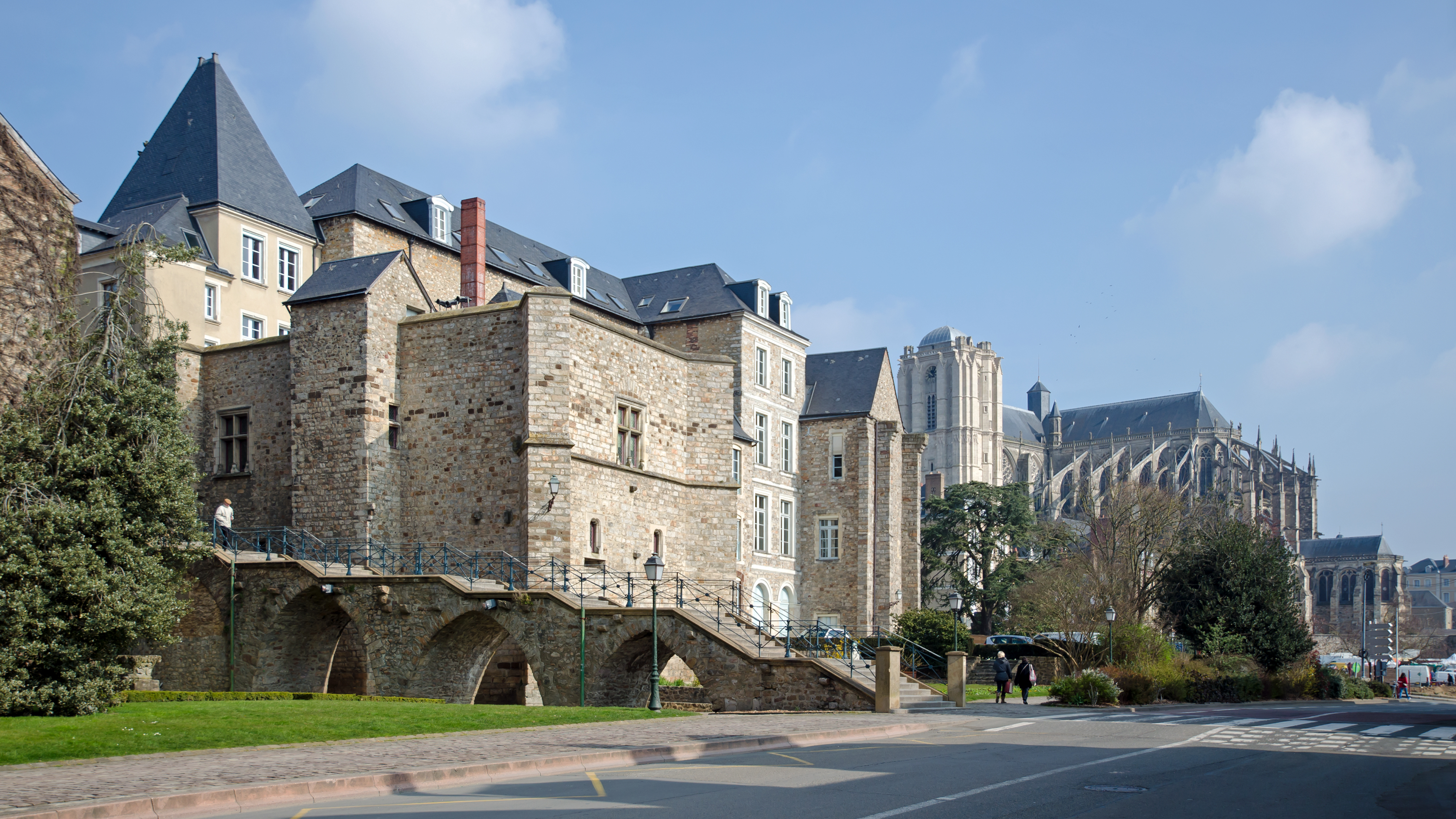
Графський палац у Ле-Мані, де народився король Генріх II Плантагенет

Але місцева знать продовжувала бунтувати проти Вільгельма, в чому її підтримував граф Анжу Фульк IV Решен. У 1069 році графом Мена було визнано Гуго V д'Есте (пом. 1097), сина Аццо II д'Есте й Герсенди дю Мен, онуки графа Герберта I. У 1093 році він продав Мен своєму кузену Елі I де Божансі (пом. 1110), сину Ланселена де Божансі, сеньйора де Ла Флеш, і Паули дю Мен, другої онуки графа Герберта I. Елі видав свою дочку за графа Анжу Фулька V Молодого (1095—1143), який і успадкував Мен після смерті Елі у 1110 році. Король Англії й герцог Нормандії Генріх I Боклерк був змушений визнати це, а Фульк натомість визнав себе васалом Генріха у Менському графстві.
У 1151 році онук Фулька, Генріх II Плантагенет об'єднав у своїх руках Нормандію, Анжу і Мен. У 1152 році він став королем Англії.

### Капетинзький апанаж
У 1204 році король Франції Філіп II Август відняв у короля Англії Іоанна Безземельного Нормандію, Анжу, Мен і Турень, приєднав їх до королівського домену. 

Герб графів дю Мен за Капетингів

У 1246 році Анжуйське і Менське графства були надані як апанаж молодшому брату короля Франції Людовика IX Святого, Карлу I Анжуйскому. Його син, король Неаполя Карл II Кульгавий, передав у 1290 році Анжу й Мен Карлу Валуа (1270—1325) як придане своєї дочки Маргарити. Його син, Філіп VI, ставши 1328 року королем Франції, знову приєднав Анжу й Мен до домену.
1250 року Анжу і Мен були виділені як апанаж Людовику I Анжуйському (1339—1384), сину короля Іоанна II Доброго. Його нащадки володіли Анжу й Меном до 1481 року, коли бездітний Карл V (1436—1481) заповів Анжу і Мен королю Франції.

### Менське герцогство за Бурбонів
У 1670 році король Франції Людовик XIV зробив Мен герцогством й виділив як апанаж своєму узаконеному позашлюбному сину від Франсуази-Атенаїс де Рошешуар де Мортемар (1641—1707), маркізи де Монтеспан, Луї-Огюсту де Бурбону (1670—1736).